# Winter Gardens (Blackpool)
Die Winter Gardens sind ein großer Unterhaltungskomplex in Blackpool, Lancashire, England. Er beinhaltet ein Theater, einen Ballsaal sowie mehrere Konferenzsäle. Er wurde 1878 eröffnet und ist ein denkmalgeschütztes Gebäude. (Grade II*)
Seit 1920 findet in den Winter Gardens das Blackpool Dance Festival statt. Seit 1994 wird mit pandemiebedingter Unterbrechung im Jahr 2020 auch das World-Matchplay-Major-Darts-Turnier der PDC in Blackpool ausgetragen.

## Geschichte
Im Jahr 1875 kaufte die Winter Gardens Company das Grundstück für rund £ 28.000. Am 11. Juli 1878 wurden die Winter Gardens offiziell eröffnet. Ursprünglich war geplant, „einen Konzertsaal, Promenaden, Wintergärten und andere Accessoires auf dem Grund zu errichten, um das Anwesen in eine gemütliche Anlage umzuwandeln.“
In den 1870er Jahren wurden die Vorhalle, die Arkade sowie das Pavillon-Theater gebaut. 1889 folgte das Opera House Theater. Der Empress Ballroom wurde 1896 zusammen mit der Indian Lounge (Arena) gebaut. Außerdem befand sich das alte Blackpool-Riesenrad ebenfalls auf dem Gelände.
Nachdem die Tower Company das Gebäude 1928 übernommen hatte, wurde im Jahr 1930 das Olympia gebaut. Im folgenden Jahr wurde die Galleon Bar, der spanische Saal und der Baronial Saal hinzugefügt. Das Opernhaus wurde 1939 wieder aufgebaut.
Im Jahr 1967 übernahm die EMI Group den Komplex, ehe das Gebäude 1983 von First Leisure gekauft wurde. Im Jahr 1998 erwarb dann Leisure Parcs die Winter Gardens von First Leisure für geschätzt £ 74 Millionen. Das Geschäft umfasste auch den Blackpool Tower sowie die drei Landungsbrücken (Central Pier, South Pier, North Pier). Am 3. Dezember 2009 wurde bekannt, dass Leisure Parcs ein Angebot über £ 40 Millionen vom Blackpool Council angenommen hatte, um die Winter Gardens sowie den Tower und andere Gebäude auf dem Gelände zu verkaufen.

## Geographie
Die Winter Gardens befinden sich im Stadtzentrum von Blackpool, etwa 250 Meter von der Strandpromenade entfernt. Die nordwestliche Ecke ist komplett durch eine Straße getrennt, die die Bühnentür zum Theater bedient. Die Westfassade beherbergt auch kleinere Läden mit dem gleichen architektonischen Stil wie das Hauptgebäude. Die Winter Gardens stehen in der 97 Church St, Blackpool.

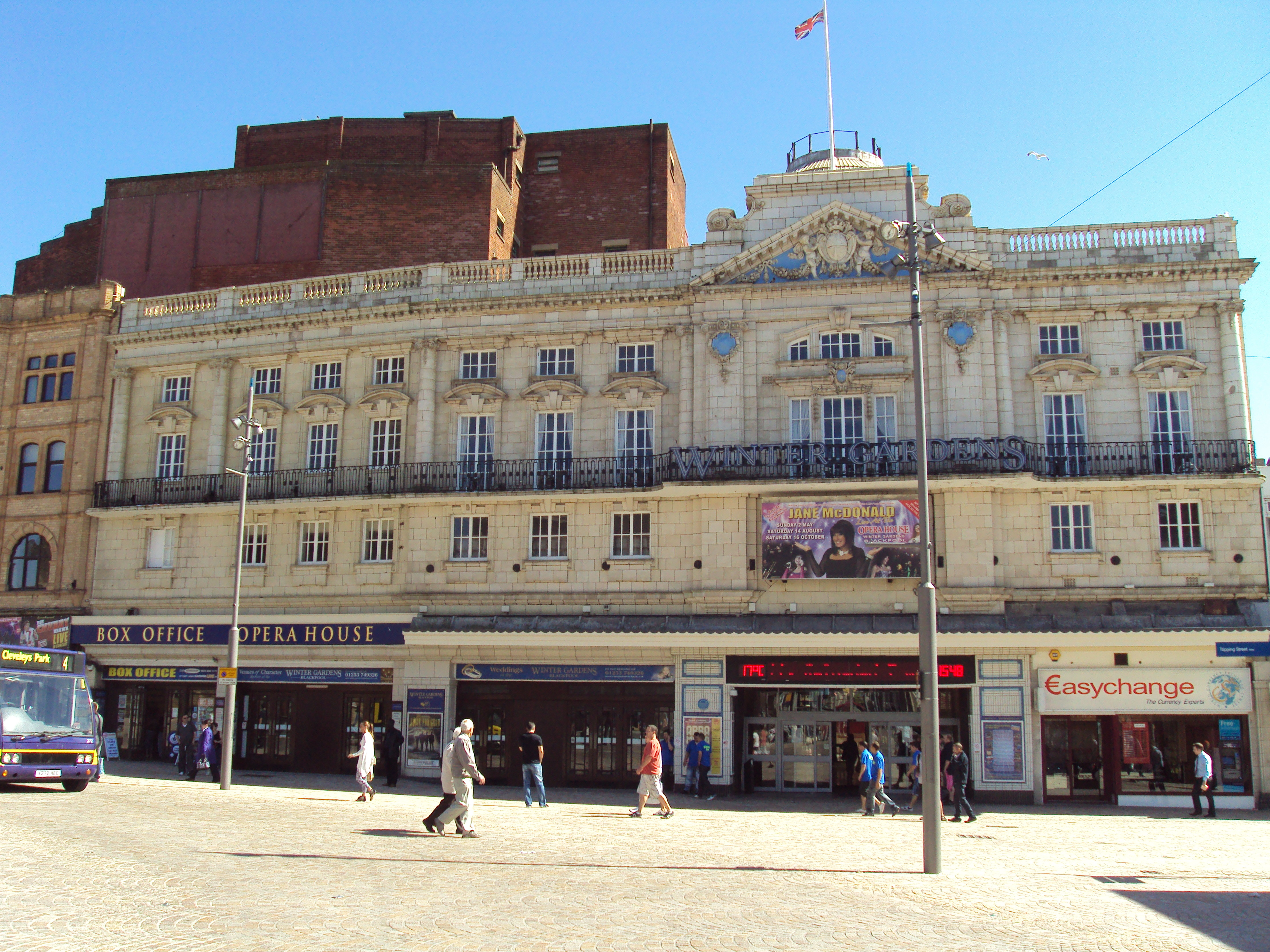
Eingang zum Opera House Theater

## Aufbau

### Erdgeschoss
Im Erdgeschoss befindet sich das Opera House Theatre, welches mit knapp 3000 Plätzen eines der größten Theater im Vereinigten Königreich ist. Zudem befindet sich der Empress Ballroom, das Pavilion Theater, die Arena (ehemals Indian Lounge) und das Olympia im Erdgeschoss.

### 1. Stock
Im Obergeschoss befinden sich der spanische Saal, der Baronial Saal sowie der der Renaissance Saal.